# Хиральный многогранник
Существует два определения хирального многогранника. По одному определению — это многогранник в прямом смысле хиральности (или "зеркальной симметричности"), то есть, что многогранник не имеет зеркальной симметрии. По этому определению многогранник, у которого отсутствует любая симметрия, вообще будет примером хирального многогранника. 
По другому определению хиральный многогранник — это симметричный многогранник, но не зеркально симметричный в терминах действия группы симметрии многогранника на его флагах. По этому определению даже высокосимметричный и зеркальносимметричный многогранник, такой как плосконосый куб, не будет хиральным. Более того, большая часть изучения симметричных, но не хиральных многогранников, перенесена в область абстрактных многогранников ввиду недостаточности геометрических примеров.

## Многогранники без зеркальной симметрии
|                                                                    |  |
| Плосконосый куб вершинно транзитивен, но не зеркально-симметричен. |  |

Разносторонний треугольник не имеет зеркальных симметрий, а потому хирален в 2-мерном пространстве.

У многих многогранников отсутствует зеркальная симметрия, и в этом смысле они хиральны.
Простейшим примером служит разносторонний треугольник.
Многогранник может иметь высокую степень симметрии, но не иметь зеркальной симметрии. Примером служит плосконосый куб, который вершинно транзитивен и хирален ввиду отсутствия зеркальной симметрии.

## Симметричные хиральные многогранники

### Определение
Более формальное определение хирального многогранника — это многогранник, имеющий две орбиты флагов под действием группы симметрии при смежных флагах в различных орбитах. Из этого определения следует, что многогранник должен быть вершинно транзитивен, рёберно транзитивен и гране транзитивен, так как каждая вершина, ребро или грань должна быть представлена флагами в обеих орбитах. Однако многогранник не может быть зеркально-симметричен, так как любая зеркальная симметрия многогранника привела бы к обмену смежных флагов.
Для этого определения группа симметрии многогранника может быть определена двумя различными путями — она может относиться к симметриям многогранника как геометрического объекта (в этом случае многогранник называется геометрически хиральным) или относиться к симметриям многогранника как комбинаторной структуры (абстрактный многогранник). Хиральность имеет смысл для обоих типов симметрии, но эти два определения не одинаково классифицируют многогранники как хиральные или не хиральные.

### В трёхмерном пространстве
В трёхмерном пространстве геометрически хиральный многогранник не может иметь конечное число ограниченных граней. Например, плосконосый куб вершинно транзитивен, но его флаги имеют более двух орбит и он ни рёберно-транзитивен, ни гране-транзитивен, так что он недостаточно транзитивен для формального определения хиральности. Квазиправильные многогранники и их двойственные, такие как кубооктаэдр и ромбододекаэдр, дают другой интересный тип «почти отсутствия» — они имеют две орбиты флагов, но зеркально симметричны, и не любая пара смежных флагов принадлежит различным орбитам. Однако, несмотря на отсутствие конечных хиральных трёхмерных многогранников, существуют бесконечные трёхмерные хиральные косые многогранники типов {4,6}, {6,4} и {6,6}.